# Пантиани (Тетрицкаройский муниципалитет)
Пантиани (груз. პანტიანი) — село в Грузии, на территории Тетрицкаройского муниципалитета края (мхаре) Квемо-Картли.

## География
Село находится в юго-восточной части Грузии, на южных склонах Триалетского хребта, на расстоянии приблизительно 15 километров (по прямой) к северо-востоку от города Тетри-Цкаро, административного центра муниципалитета. Абсолютная высота — 1312 метров над уровнем моря.

## Население
По результатам официальной переписи населения 2014 года в Пантиани проживало 36 человек (17 мужчин и 19 женщин). В национальной структуре населения грузины составляли 97,2 %, армяне — 2,8 %.
| Год  | Население, человек |
| ---- | ------------------ |
| 2002 | 72                 |
| 2014 | ↘ 36               |